# JR貨物UV51A形コンテナ
UV51A形コンテナ（UV51Aがたコンテナ）とは、2005年度に登場した、日本貨物鉄道（JR貨物）輸送用として籍を編入している30ft私有コンテナ（通風コンテナ）である。
形式の数字部位 「 51 」は、コンテナの容積を元に決定される。このコンテナ容積51㎥の算出は、厳密には端数四捨五入計算の為に、内容積50.5 - 51.4㎥の間に属するコンテナが対象となる。
また形式末尾のアルファベット一桁部位「A」は、コンテナの使用用途（主たる目的）が「普通品の輸送」を表す記号として付与されている。

## 番台毎の概要

### 30000番台
30001 - 30015
日本石油輸送所有（ヤマト運輸借受）、全高2,641mm（規格外）、全長9,410mm(実際は全長9,189mm)（規格外）、総重量13.5t。
ヤマト運輸の新ロゴ化により従来とは大幅にデザインが変更された。全長9410mmと表記されているが誤表記で本当は35000/38000番台と同じ全長9189mmである。

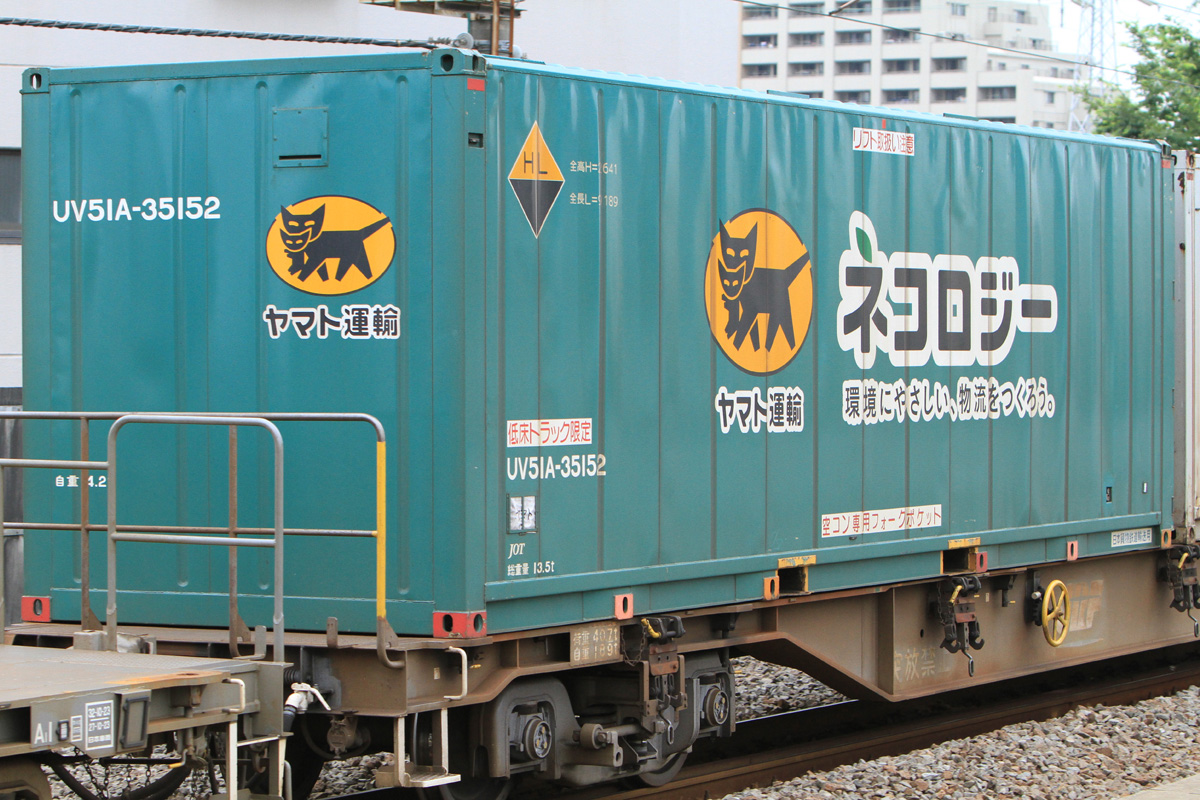
UV51A-35152

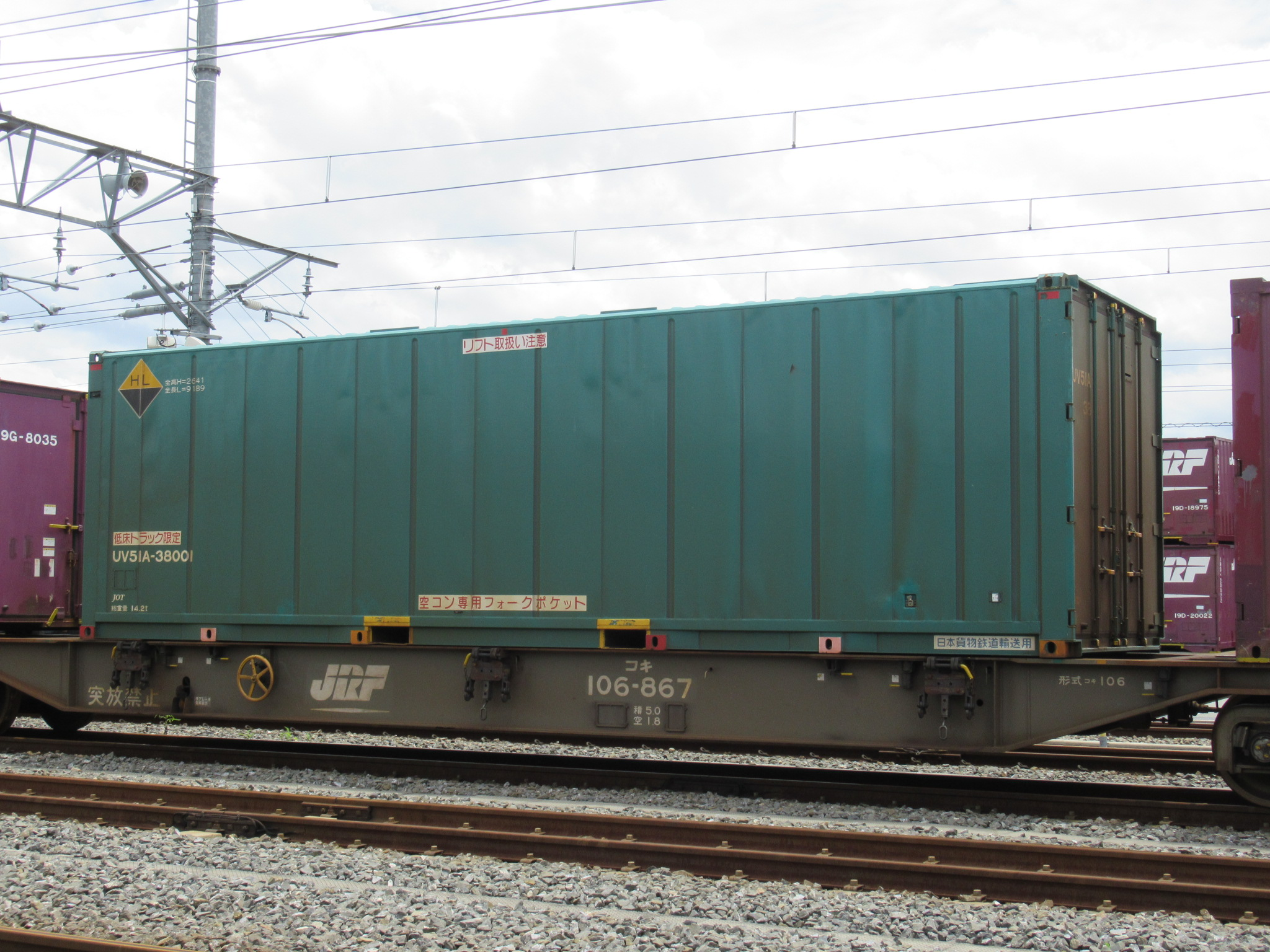
UV51A-38001

### 35000番台
35001 - 35114、35118 - 35144
日本石油輸送所有（ヤマト運輸借受）、全高2,600mm（規格外）、全長9,189mm（規格外）、総重量13.5t。
コキ50000形貨車積載禁止。35001～35011は白色。35012以降からはUV50A形と同じ深緑色で製造されたが黒猫のロゴマークが入った楕円形の表記の部分が黒で縁取られた他に細かな表記類の違いがある。
35045/35049/35050/35054/35056/35057/38058/35060/35064/35065
日本石油輸送所有｡ヤマト運輸から返却されたのかヤマトの表記が剥がされた。
35052/35053/35055/35059/35061/35063/35066/35067
日本石油輸送所有(横浜ゴム借受)。ヤマト運輸から返却された個体がUV50Aの置換え用として青一色に塗り替えられて横浜ゴムに貸し出された。
35115 - 35117
日本石油輸送所有（ヤマト運輸借受）、全高2,600mm（規格外）、全長9,189mm（規格外）、総重量13.5t。
コンテナに大きくネコロジーと表記されている。
コキ50000形貨車積載禁止。
全て東急車輛和歌山製作所製
35145 - 35179、35184 - 35233
日本石油輸送所有（ヤマト運輸借受）、全高2641mm（規格外）、全長9189mm（規格外）、総重量13.5t。
35180
日本石油輸送所有（元ロジネットジャパン借受）、全高2641mm（規格外）、全長9189mm（規格外）、総重量13.5t。U49A形の導入でロジネットジャパンから返却された。現在は先述したヤマト運輸からの返却個体の一部と共通で運用されている。
35181 - 35183
日本石油輸送所有。全高2641mm（規格外）、全長9189mm（規格外）、総重量13.5t。

### 38000番台
38001 - 38052
日本石油輸送所有。全高2641mm（規格外）、全長9189mm（規格外）、総重量14.2t(38001- 38005)/14.1t(38006 - 38032)。38011/38014/38021/38024はUV50A置換え用として横浜ゴムに貸し出された(塗り替えは行われていない)。38026～38052の26個は同時期に製造されたUV51A-30000と同じ白色で製造された。荷台高さ1159mm以下限定3.8m高さ制限注意の表記が入っている。
38053 - 38059
日本石油輸送所有、丸和通運借受。全高2641mm（規格外）、全長9189mm（規格外）、総重量14.1t。荷台高さ1159mm以下限定3.8m高さ制限注意の表記が入っている。製造直後は丸和通運ではなく丸和運輸と表記されていた。
38060～
日本石油輸送所有、ヤマト運輸借受。全高2641mm（規格外）、全長9189mm（規格外）、総重量14.1t。荷台高さ1159mm以下限定3.8m高さ制限注意の表記が入っている。デザインは一足先に製造された30000番台と同一｡